# Municipio de Auburn (condado de Sangamon)
El municipio de Auburn (en inglés: Auburn Township) es un municipio ubicado en el condado de Sangamon en el estado estadounidense de Illinois. En el año 2010 tenía una población de 6333 habitantes y una densidad poblacional de 68,33 personas por km².

## Geografía
El municipio de Auburn se encuentra ubicado en las coordenadas 39°34′0″N 89°45′29″O / 39.56667, -89.75806. Según la Oficina del Censo de los Estados Unidos, el municipio tiene una superficie total de 92.68 km², de la cual 92.68 km² corresponden a tierra firme y (0%) 0 km² es agua.

## Demografía
Según el censo de 2010, había 6333 personas residiendo en el municipio de Auburn. La densidad de población era de 68,33 hab./km². De los 6333 habitantes, el municipio de Auburn estaba compuesto por el 97.51% blancos, el 0.44% eran afroamericanos, el 0.19% eran amerindios, el 0.25% eran asiáticos, el 0.08% eran isleños del Pacífico, el 0.57% eran de otras razas y el 0.96% pertenecían a dos o más razas. Del total de la población el 1.45% eran hispanos o latinos de cualquier raza.